# اجینتمی
اجینتمی (به لاتین: Adjintimey) یک منطقهٔ مسکونی در بنین است که در استان کوفو واقع شده‌است.

## خصوصیات
اجینتمی ۱۰٬۶۹۱ نفر جمعیت دارد.